# Sangara
Sangara fue un rey de Karkemish, que solo era conocido por fuentes asirias (pero en el año 2015 fue finalmente identificado en jeroglífico luvita hallado por la expedición arqueológica turco-italiana en Karkemish). Está documentado desde 870 a 848 a. C.

## Biografía
Sangara probablemente accedió al trono de Karkemish poco tiempo después del rey Katuwa conocido por fuentes jeroglíficas luvitas. Solo es mencionado en los textos de los reyes asirios Asurnasirpal II y Salmanasar III.
En primer lugar, Sangara fue tributario de Asurnasirpal II, En el 870 a. C., (fecha alternativa: 882 a. C.) el rey asirio cruzó el Éufrates y atacó Karkemish. Sangara hizo frente al ejército asirio , pero capituló rápidamente y pagó un rico tributo, porque Karkemish era uno de los más ricos estados sirio-hititas de la época. También tuvo que enviar sus carros de guerra, caballería e infantería como soporte para al ejército asirio. A cambio Sangara y Karkemish fueron perdonados por los asirios.
En 858 a. C., Sangara participó en una coalición antiasiria contra Salmanasar III, que fue formada por Aḫuni de Bit Adini, Hayyanu de Sam'al, Šuppiluliuma de Pattin y él mismo. Atacaron al ejército asirio en el territorio de Sam'al pero fueron repelidos. El levantamiento de Karkemishcontinuó hasta que Salmanasar III destruyó la ciudad fortificada de Sazabu en el territorio de Karkemish en el 857 a. C. Sangara capituló y pagó un rico tributo.
En 853 a. C., de nuevo pagó tributo a los asirios.
En 849 a. C., Sangara intentó un nuevo levantamiento otra vez, esta vez formando una alianza con Hadram de Bit Agusi. Salmanasar III invadió el estado de Karkemish, destruyendo y quemando varias ciudades bajo el dominio de Sangara. Sangara capituló pero no por mucho tiempo. En 848 A.C., Hadram se alzó otra vez y Salmanasar III reaccionó mediante la captura y destrucción de 97 de las ciudades de Sangara. Para el período después de 848 a. C., nada más se sabe acerca de Sangara pero es probable que permaneciera  en su trono como un fiel vasallo del rey asirio como hizo su aliado Hadram de Bit Agusi.